# Фор Мовил
Фор Мовил (фр. Fort-Moville) насеље је и општина у северној Француској у региону Горња Нормандија, у департману Ер која припада префектури Берне.
По подацима из 2011. године у општини је живело 421 становника, а густина насељености је износила 45,17 становника/km². Општина се простире на површини од 9,32 km². Налази се на средњој надморској висини од 60 метара (максималној 142 m, а минималној 38 m).

## Демографија
| 1962. | 1968. | 1975. | 1982. | 1990. | 1999. | 2011. |
| ----- | ----- | ----- | ----- | ----- | ----- | ----- |
| 202   | 266   | 241   | 244   | 261   | 312   | 421   |

График промене броја становника у току последњих година